# Regine Lamster
Regine Lamster (* 25. April 1954 in Hamburg) ist eine deutsche Schauspielerin und Hörspielsprecherin.

## Leben
Lamster ist die Tochter des Schauspielers Willy Lamster (1912–1975). Durch ihren Vater kam sie auch mit der Schauspielerei in Berührung. Ihre erste Rundfunkaufnahme machte sie im Alter von vier Jahren beim Norddeutschen Rundfunk. Als Jugendliche wirkte sie bei den Hamburger Schallplattenlabeln Phonogram und Europa und in verschiedenen Kinder- und Jugendhörspielen mit.
1965 sprach sie bei Phonogram die Titelrolle in den Pippi-Langstrumpf-Hörspielen.
Beim Europa-Verlag übernahm sie 1967 die Rolle der schönen, aber zickigen Becky Thatcher in den Hörspielen nach dem Roman Tom Sawyer und Huckleberry Finn. Sie wirkte in Märchen (Warum die Regenfrau den Sommer verschlief, 1971), in der Westausgabe des Sandmännchens und verschiedenen Folgen der Gute-Nacht-Geschichten für Kinder mit. 1972 sprach sie unter der Regie von Benno Schurr die Rolle der Evangeline St. Claire, der Tochter des Plantagenbesitzers, in dem von Herbert Hennies bearbeiteten Hörspiel Onkel Toms Hütte nach Harriet Beecher Stowe. Besondere Bekanntheit erlangte Regine Lamster durch die Rolle der Hanni in den Hanni und Nanni-Hörspielen, die sie seit 1972 spricht. 2000 wirkte Lamster für Europa dann noch als Roxanne in dem Hörspiel Die drei ??? und der Feuerteufel aus der Hörspielreihe Die drei ??? mit.
Seit 2021 gehört Regine Lamster zum Schauspielerensemble des Labels Titania Medien. Hier übernahm sie bislang wechselnde Rollen in den Reihen Gruselkabinett, Sherlock Holmes, Grimms Märchen und Titania Special.
Lamster arbeitete regelmäßig auch bei Rundfunkproduktionen von Hörspielen. 1968 übernahm sie beim NDR die Rolle der Lady Jane Grey in dem Hörspiel Der Prinz und der Bettelknabe. 1997 wirkte sie beim NDR in dem Hörspiel Panik von Kristina Lugn mit. Im Jahr 2002 übernahm sie beim Mitteldeutschen Rundfunk die Rolle der Amalthea in Franz Fühmanns Nacherzählung des historischen Stoffes Prometheus; die Aufnahme wurde beim Hörverlag veröffentlicht.
Lamster spielte seit Anfang der 1970er Jahre auch zahlreiche Rollen in Fernsehfilmen und Fernsehserien. In dem Gesellschaftsdrama Jugend einer Studienrätin, das den Lebensweg eines jungen Mädchens aus gutbürgerlichen Hause in den Jahren 1940 bis 1944 nachzeichnet, verkörperte sie 1972 die junge Maxie Lewejohann. In der Tatort-Episode Jagdrevier spielte sie 1973 die Rolle der Heike Borcherts; sie stellte ein junges fünfzehnjähriges Mädchen dar, das die Vergewaltigung durch einen Landstreicher bei der Polizei anzeigt. In dem Lustspiel Mein Sohn, der Herr Minister spielte sie 1982 an der Seite von Willy Millowitsch die Rolle der Annette; sie war die neue junge Frau des Ministers. Eine durchgehende Serienhauptrolle hatte sie als Karin Berger, der Tochter, in der Familienserie Eigener Herd ist Goldes wert unter der Regie von Henry Kielmann. Eine wiederkehrende Serienrolle spielte sie 1987 als Sabine Buschmann-Rathjen in der ZDF-Serie Der Landarzt. Sie verkörperte die von Eike, dem Sohn des Landarztes, bewunderte Lehrerin, die auch dem Vater Dr. Mattiesen gefühlsmäßig näherkommt.
1982 trat sie in Ludwigshafen am Rhein in der ARD-Fernsehshow Einer wird gewinnen als Darstellerin und Schauspielerin auf.
Lamster arbeitete gelegentlich auch als Synchronsprecherin.

## Filmografie (Auswahl)
- 1972: Sonderdezernat K1 – Vorsicht Schutzengel
- 1972: Jugend einer Studienrätin
- 1973: Der Lord von Barmbeck
- 1973: Die Powenzbande
- 1973: Tatort – Jagdrevier
- 1974: Autoverleih Pistulla – Die Anfängerin
- 1976: Schaurige Geschichten – Böses Erwachen
- 1979: Die erste Polka
- 1981: Kudenow oder An fremden Wassern weinen
- 1981: Landluft
- 1982: Mein Sohn, der Minister
- 1982: St. Pauli-Landungsbrücken (Fernsehserie, eine Folge)
- 1983: Konsul Möllers Erben
- 1984–1986: Eigener Herd ist Goldes wert
- 1987: Der Landarzt
- 1992: Endstation Harembar
- 1993: Die Umarmung des Wolfes
- 1994: Schwarz greift ein
- 1996: Tatort – Tod auf Neuwerk
- 2001: Tatort – Tod vor Scharhörn
- 2003: Mann gesucht, Liebe gefunden